# Мілішеви
Мілішеви (пол. Miliszewy) — село в Польщі, у гміні Цехоцин Ґолюбсько-Добжинського повіту Куявсько-Поморського воєводства.
Населення — 467 осіб (2011).
У 1975-1998 роках село належало до Торунського воєводства.

## Демографія
Демографічна структура станом на 31 березня 2011 року:
|          | Загалом | Допрацездатний вік | Працездатний вік | Постпрацездатний вік |
| -------- | ------- | ------------------ | ---------------- | -------------------- |
| Чоловіки | 237     | 58                 | 155              | 24                   |
| Жінки    | 230     | 58                 | 124              | 48                   |
| Разом    | 467     | 116                | 279              | 72                   |